# Kryokonit

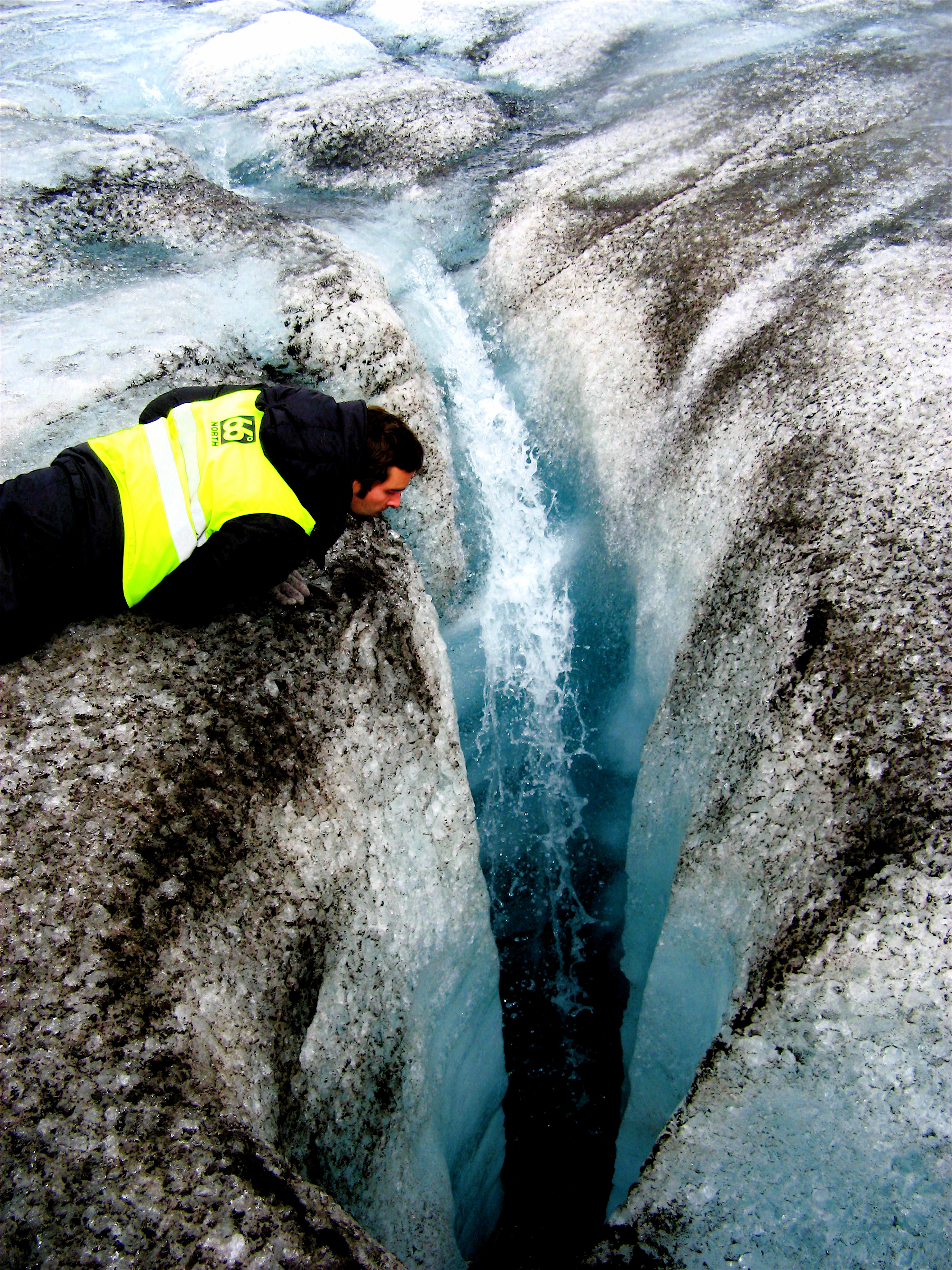
Ett lager kryokonit på en glaciär på Island.

Kryokonit är ett svart stoff som förekommer på glaciärer och inlandsis och som härrör från skogsbränder, kolkraftverk och andra utsläpp i atmosfären.
Adolf Erik Nordenskiöld 1870 iakttog stoffet på Grönlands inlandsis och han antog det vara av kosmiskt ursprung. Han påträffade metalliskt järn i stoffet. Kemiska undersökningar kunde senare påvisa flera olika substanser i stoffet som visat sig härröra från skogsbränder och andra utsläpp i atmosfären.